# Arsenal Ground (Mount Hale)
Arsenal Ground (Mount Hale) – wieloużytkowy stadion w Saint Anne na wyspie Alderney (Wyspy Normandzkie). Najczęściej jest używany do meczów piłki nożnej i jest domową areną reprezentacji Alderney w piłce nożnej. Stadion mieści 1500 osób i posiada nawierzchnię trawiastą.